# Alphonse-Louis du Plessis de Richelieu

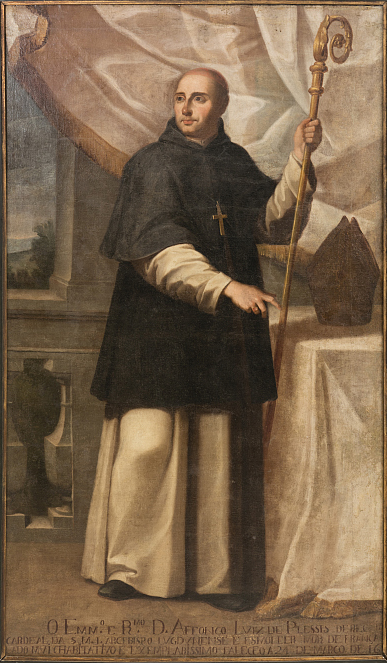
Alphonse-Louis du Plessis de Richelieu als Kartäuser und Bischof

Alphonse-Louis du Plessis de Richelieu OCart (* 1582 in Paris; † 24. März 1653 in Lyon) war ein französischer Geistlicher, Bischof, Kardinal und der ältere Bruder des Kardinals Armand-Jean du Plessis de Richelieu.

## Leben

Kardinalswappen

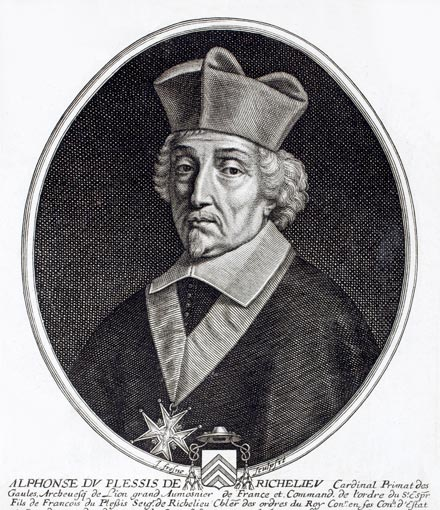
Alphonse-Louis du Plessis de Richelieu als Kardinal-Primas von Frankreich und Erzbischof von Lyon (Stich von Pierre Daret oder Jean Frosne, Mitte des 17. Jahrhunderts)

Er war der zweite Sohn von François du Plessis de Richelieu aus dem Haus Le Plessis-Richelieu und dessen Ehefrau Suzanne de la Porte de Vezins. Nach dem Tod des Vaters 1590 wurden die drei Brüder Henri (1579/80–1619), Alphonse-Louis und Armand-Jean zusammen mit ihren Schwestern Isabelle (1582/83–1648), Françoise (1586–1615) und Nicole (1587–1635) im Schloss ihrer Vorfahren von ihrer Mutter erzogen und erhielten dort ihren ersten Unterricht. Alphonse-Louis du Plessis de Richelieu besuchte von 1594 bis 1601 das Collège de Navarre in Paris und erlangte den akademischen Grad eines Doktors der Theologie.
Der Familientradition folgend, sollte er den Bischofssitz von Luçon einnehmen, wozu ihn 1602 der französische König Heinrich IV. auch vorschlug, jedoch lehnte Richelieu ab und wurde stattdessen Kartäuser. So nahm sein Bruder Armand-Jean das Bischofsamt von Luçon in Anspruch. Alphonse-Louis legte 1605 die Profess ab und wurde Prior der Kartause in Bonpas.
Auf Betreiben seines Bruders, der seit 1622 Kardinal war, wurde Alphonse-Louis du Plessis de Richelieu am 27. April 1626 zum Erzbischof von Aix-en-Provence erwählt. Die Bischofsweihe spendete ihm am 21. Juni desselben Jahres Guillaume IX. d’Hugues, Erzbischof von Embrun; Mitkonsekratoren waren Claude de Rueil, Bischof von Bayonne, und Nicolas Sanguin, Bischof von Senlis. Am 27. November 1628 wurde Alphonse-Louis du Plessis de Richelieu Erzbischof von Lyon.
Papst Urban VIII. kreierte ihn im Konsistorium vom 19. November 1629, unter Dispens davon, dass er einen Bruder im Kardinalskollegium hatte, zum Kardinalpriester. König Ludwig XIII. ernannte ihn 1631 zum Großalmosenier von Frankreich. Den Kardinalshut und die Titelkirche Santissima Trinità al Monte Pincio empfing er am 4. Juni 1635.
Im Juni 1644 leitete Alphonse-Louis du Plessis de Richelieu als Großalmosenier von Frankreich die Bestattungsfeier von König Ludwig XIII. Er nahm am Konklave 1644 teil, das Papst Innozenz X. wählte.
Er starb im Bischofsamt und wurde seinem letzten Willen gemäß in der Kirche des Armenhospitals La Charité in Lyon beigesetzt. Mit seinem Tode starb das Haus Le Plessis-Richelieu aus.

## Wirken
Die Beziehung zu seinem jüngeren Bruder, der vor ihm Kardinal geworden war, gestaltete sich nicht immer spannungsfrei, obwohl sie einander in Freundschaft zugetan waren.
Alphonse-Louis du Plessis de Richelieu galt allgemein als bescheiden und freigiebig den Armen gegenüber. Während einer Pestepidemie in Lyon 1638 widmete er sich persönlich der Krankenpflege.
Alphonse de Richelieu war es, der in Frankreich die Schokolade einführte. Ihr Genuss, so wird berichtet, sei sein einziges Laster gewesen.

## Auszeichnungen
- Orden vom Heiligen Geist (Kommandeur), 1632.